# Melliteryx parva
Melliteryx parva är en musselart som först beskrevs av Gérard Paul Deshayes 1856.  Melliteryx parva ingår i släktet Melliteryx och familjen Lasaeidae. Inga underarter finns listade i Catalogue of Life.